# آيت بوسعيد (إكرفراون)
آيت بوسعيد هي إحدى مشيخات المملكة المغربية، تتبع جغرافيا لإقليم الحوز وإداريًا لإكرفراون. يقدر عدد سكانها بـ 5651 نسمة حسب الإحصاء الرسمي للسكان والسكنى لسنة 2004.